# 北安路 (臺南市)

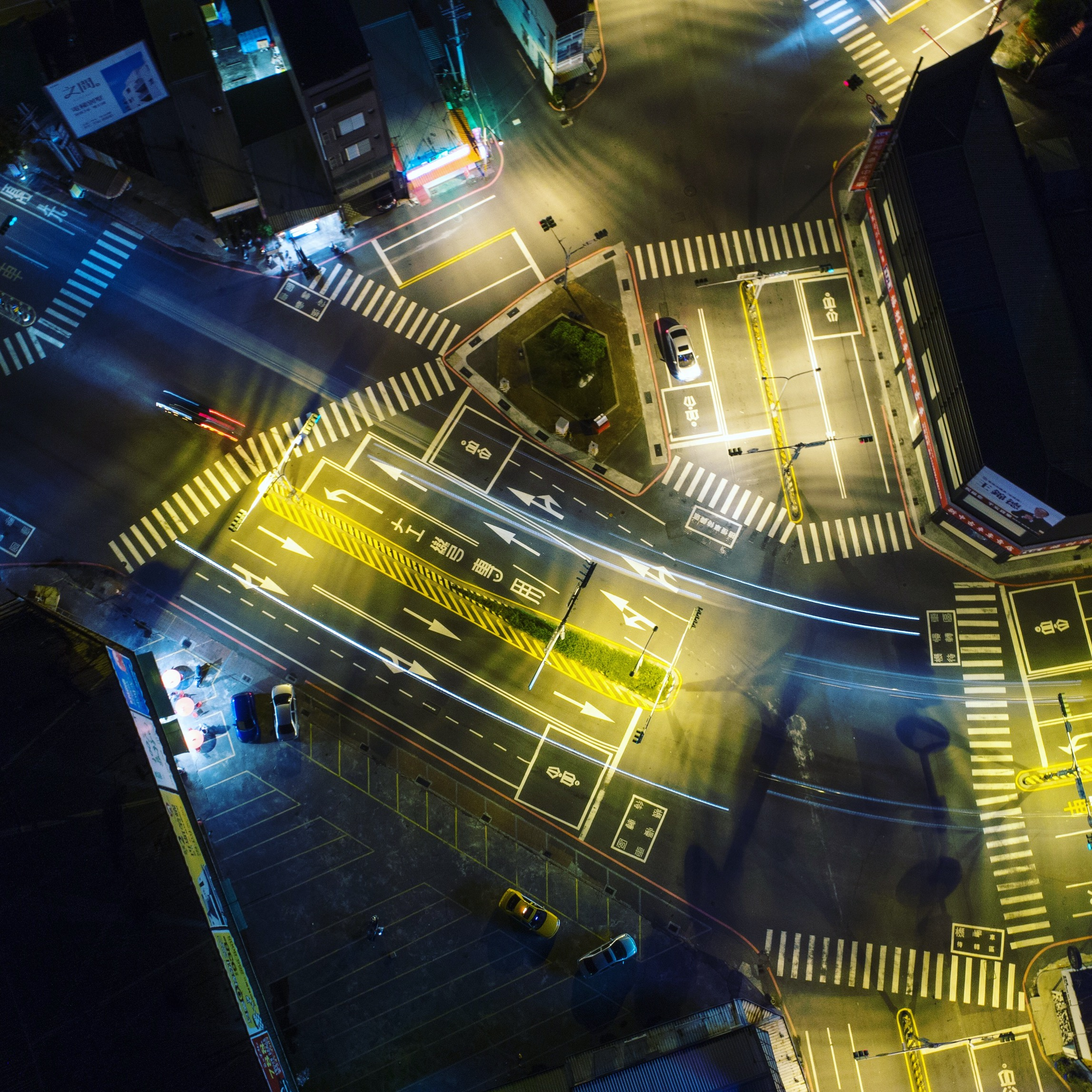
北安路、怡安路、長溪路所形成的三角點

北安路為台南市南北向主要道路之一，聯絡台南市北區與安南區。南起台南市北區公園路，北至台南市安南區安和路（台19線），全長約7.1公里，台南市道路編號19。

因北安路高架之北安橋與府安路及中華北路立體交叉，所以欲從北安路前往府安路及中華北路時，需注意並依指示到達兩路。

## 道路定位
台南市北安路規劃為安和路支線，作為過境車的分流道路，以避開壅塞的市區，市政府亦編為道路編號19，因道路規格與線型皆優於安和路，有地方人士倡議北安路應納編為台19線本線。

## 路線
欲從北安路前往府安路及中華北路時：
- 北安路北上：
  - 府安路：下北安橋後右轉迴轉道後直行可到達此路。
  - 中華北路：
    - 上北安橋前轉至橋旁側車道後直行可到達此路。
    - 中華北路西向線接北入匝道上北安橋。
    - 中華北路東向線右轉育成路接北成路往北安橋，南向側車道禁止迴轉上北安橋。
- 北安路南下：
  - 府安路：在北安路提早轉至側車道後直行可到達此路。
  - 中華北路：在北安橋下匝道後可到達此路。
    - 南出匝道往中華北路西向線。
    - 北安橋南端至北成路口，右轉接育成路往中華北路東向線。

## 行經行政區域
- 北區
- 安南區

## 沿途地標與設施
- 一段：
  - 永豐銀行北台南分行
  - 彰化銀行北台南分行
  - 家樂福超市台南北安店
  - 北安公園
  - 臺南市公共自行車-YouBike2.0北安公園
  - 鄭子寮公園
  - 中壇公園
  - 鄭子寮福安宮
- 二段：
  - 溪頂溪東里聯合活動中心（位於北安橋下方）
  - 臺南市公共自行車-YouBike2.0北安橋(府安)
  - 臺南市公共自行車-YouBike2.0郡安四北安二
- 三段：
  - 北安利多黃昏市場
  - 清虛宮（位於總安街及北安路口）
- 四段：
  - 總頭寮工業區

## 分段
- 一段：公園路－北安橋
- 二段：北安橋－安中路
- 三段：安中路－台江大道
- 四段：台江大道－安和路

## 本路段客運
- 市區公車[2]

| 編號 | 路線                                   | 本路段公車站                   |
| ---- | -------------------------------------- | ------------------------------ |
| 7    | 公園北路－台糖安南學苑                 | 鄭子寮－安中路口               |
| 11   | 大成路口－城西里                       | 聖安街口－安中路口             |
| 18   | 國民路／西門健康立體停車場－和順轉運站 | 北安路三段－州南十街口（繞駛） |

- 幹支線公車[2]

| 編號   | 路線                                               | 本路段公車站                          |
| ------ | -------------------------------------------------- | ------------------------------------- |
| 橘3    | 善化轉運站－安定－和順轉運站／臺南轉運站           | 北安路四段－鄭子寮（延駛）            |
| 橘11   | 下營區公所－麻豆轉運站－西港－安南醫院／臺南轉運站 | 北安路四段－鄭子寮（延駛）            |
| 橘11-1 | 下營區公所／麻豆轉運站－西港－臺南轉運站           | 安中路口－聖安街口 （不停靠安通路口） |